# Міоланії
Міоланії (Meiolaniidae) — викопна родина черепах підряду схованошиїх черепах. Мала 5 родів та 8 видів. Спочатку вважалося, що вони виникли в олігоцені, проте згодом з'ясувалася, що ці черепахи беруть початок свого існування з крейдового періоду.

## Опис
Це були найбільші сухопутні черепахи. Загальна довжина представників цієї родини досягала 2—2,5 м лише панциру, разом з головою та хвостом — 5 м. Мали велику, масивну та рогату голову. Дуже великий, сильно опуклий, або куполоподібний карапакс, сильні кінцівки, захищені щитками. Хвіст також був довгий та товстий, який майже дорівнював довжині панцира.

## Спосіб життя
Полюбляли невеликі ліси, чагарники, відкриті місцини. Здатні були долати великі відстані — до 2000 км. Живились рослинною їжею.
Стосовно процесу парування та відкладання яєць відомостей наразі замало.

## Розповсюдження
Мешкали в Австралії, прибережних островах та у Південній Америці. Ці черепахи вимерли 2000 років тому (остання популяція на о. Нова Каледонія).

## Роди
- †Crossochelys
- †Niolamia
- †Ninjemys
- †Meiolania
- †Warkalania